# Komicja trybusowe
Komicja trybusowe (łac. comitia tributa) – w starożytnym Rzymie zgromadzenie tribus, czyli obywateli podzielonych na te jednostki administracyjno-terytorialne.
Skład zgromadzenia był zbliżony do concilium plebis, gdzie jednak reprezentowana była niewielka liczba patrycjuszy. W praktyce działania zgromadzenie to było niemal identyczne jak concilia plebis, gdyż stosowano na nim taką samą procedurę głosowania, natomiast zwoływał je konsul lub pretor, podczas gdy concilium plebis zbierało się na wniosek trybuna ludowego.
W III wieku p.n.e. komicja trybusowe stały się istotnym czynnikiem ustawodawczym w republice rzymskiej. Wszelkie reformy ustrojowe mogły być uchwalane wyłącznie przez to zgromadzenie. Wydawano na nim również ustawy (leges), choć dość rzadko. Na komicjach trybusowych wybierano niższych urzędników kurulnych: edylów kurulnych i kwestorów. Do roku 131 p.n.e. głosowanie było jawne, a później, na mocy uchwalonej wówczas lex Papiria  – tajne.
W przeciwieństwie do komicjów centurialnych na komicjach trybusowych istotną rolę odgrywały uboższe warstwy obywateli, co przekładało się na szerokie pole działania dla trybunów ludu, którzy mogli występować z inicjatywą ustawodawczą.